# Pantasma

Pantasma est une région située dans le nord du Nicaragua. « Pantasma » signifie, dans la langue misquite, « petit homme » ou « tête plate ». Le mot galicien « Pantasma » (espagnol : « fantasma ») vient du grec « φάντασμα » (« phantasma ») et signifie « fantôme ».

## Géographie
Dans cette région se trouve la Vallée de Pantasma, vallée de forme circulaire d'un diamètre de plus de 12 km (13°22´ Nord et 85°57´ Ouest). Elle est traversée par le Rio Pantasma, un affluent du Rio Coco (aussi appelé Rio Segovia). Dans son centre se trouve l'agglomération Las Praderas, le village principal de la commune Santa María de Pantasma (environ 40 000 habitants) dans le département de Jinotega. La vallée pauvre mais fertile est exploitée pour la culture du maïs, du café, des haricots, cueillette des fruits et l'élevage du bétail.

## Cratère de Pantasma
Récemment, il a été émis l'hypothèse que le cratère de Pantasma fut créé par l'impact d'une météorite d'un diamètre de plus de 500 mètres sur les couches effusives tertiaires de la montagne volcanique au nord du Nicaragua. La forme circulaire du cratère, l'inclinaison légère de son sol en direction de l'inclinaison spacieuse du paysage et sa situation paraissant arbitraire semblent confirmer cette hypothèse. Il n'y a pas de levage central ou il peut déjà être couvert avec des sédiments. Il est possible qu'un anneau d'éjection existe, mais il n'est que difficilement reconnaissable dans l'environnement montagnard. La dimension et la forme du cratère rappellent fortement le Lac de Bosumtwi au Ghana de 10 km de diamètre et vieux d'un million d'années. Son positionnement dans le paysage ressemble de façon déconcertante à celui du cratère de météorite de Goat Paddock en Australie (5 km diamètre, vieux de moins de 50 millions d'années). L'histoire volcanique de la région entière et la proximité à des zones volcaniques actives vont toutefois en faveur d'une origine volcanique, mais rien ne permet de le prouver pour l'instant de façon définitive. (voir: Caldeiras explosives, Krakatoa, Tambora, Lac de Maria Laach).
Une étude de 2019 confirme que ce cratère de 14 km de diamètre est bien un cratère d'impact vieux de 815 000 ± 11 000 ans,.

## Massacre de Pantasma
Le lieu fut le théâtre du massacre de Pantasma du 18 octobre 1983, lors duquel des terroristes de la Contra, un groupe anti-gauche financé et armé par le gouvernement des États-Unis sous Ronald Reagan, a assassiné 47 hommes, femmes et enfants lors d'un assaut sur les coopératives agricoles de la vallée.
Le 19 octobre 1986 une mine de la Contra détruisit un camion sur la rue principale de Pantasma à Jinotega et tua onze civils et en mutila trente-trois.
Le 23 mars 1987 des membres de l'association Veterans Peace Action Team (États-Unis) commencèrent une marche de la paix d'une semaine sur cette route traversant la vallée de Pantasma, pour attirer l'attention sur la terreur de la Contra, particulièrement cruelle dans cette partie du pays.